# Дэнфорт, Джон
Джон Клаггетт Дэнфорт (англ. John Claggett Danforth; 5 сентября 1936, Сент-Луис, Миссури) — американский юрист и политик-республиканец. Он был сенатором США от штата Миссури с 1976 по 1995 год, представлял Соединённые Штаты в Организации Объединённых Наций с 1 июля 2004 по 20 января 2005 года.
В 1958 году Дэнфорт получил степень бакалавра в Принстонском университете и продолжил изучать законодательство и богословия в Йельском университете. Вошел в коллегию адвокатов Нью-Йорка в 1963 году, работал священнослужителем Епископальной церкви (написал книгу о религии и политике «Faith and Politics: How the „Moral Values“ Debate Divides America and How to Move Forward Together») и генеральным прокурором Миссури с 1969 по 1976 год.
В мае 2012 года стал партнёром хоккейного клуба «Сент-Луис Блюз» Национальной хоккейной лиги.